# 后周顺陵
顺陵，是后周恭帝柴宗训之墓。显德七年（960年），周恭帝禅位於宋太祖赵匡胤，周恭帝被降封为郑王，北宋开宝六年（973年），周恭帝死后从湖北房山归葬其父陵旁。
顺陵位于中华人民共和国河南省新郑市北约十八公里郭店北约半公里的陵上村东北约200米处，冢高约4米，周长约40米。陵墓除封土外，无其他地面建筑。实际和周世宗的庆陵为同一陵园。